# 中国驻喀麦隆大使列表
本列表为中華民國和中華人民共和國驻喀麦隆历任大使名录。

## 历任中国驻喀麦隆大使

### 中华民国驻喀麦隆大使（1960年－1971年）
1960年2月19日，中华民国与喀麦隆建交。1971年4月3日，中华民国政府宣布与喀麦隆中止外交关系。
| 姓名   | 任命           | 到任          | 递交国书       | 免职           | 离任          | 外交衔级 | 外交职务     | 备注     | 备注 |
| ------ | -------------- | ------------- | -------------- | -------------- | ------------- | -------- | ------------ | -------- | ---- |
| 廖仲琴 | 1960年2月24日  | 1960年2月27日 |                |                | 1960年12月6日 | 一等秘书 | 临时代办     |          |      |
| 吴世英 | 1960年9月30日  | 1960年12月6日 | 1960年12月24日 | 1965年7月21日  | 1965年7月20日 | 大使     | 特命全权大使 | 兼驻多哥 |      |
| 蒋恩铠 | 1965年7月21日  | 1965年8月22日 | 1965年8月27日  | 1969年11月29日 |               | 大使     | 特命全权大使 |          |      |
| 陈泉生 | 1969年11月29日 | 1969年12月9日 | 1969年11月20日 |                | 1971年4月7日  | 大使     | 特命全权大使 |          |      |

### 中华人民共和国驻喀麦隆大使（1971年至今）
1971年3月26日，中华人民共和国与喀麦隆建交，开始派遣驻喀麦隆大使。
| 姓名   | 任命           | 任命           | 到任          | 递交国书       | 免职           | 免职           | 离任           | 外交衔级 | 外交职务     | 备注     |
| 姓名   | 全国人大常委会 | 主席           | 到任          | 递交国书       | 全国人大常委会 | 主席           | 离任           | 外交衔级 | 外交职务     | 备注     |
| ------ | -------------- | -------------- | ------------- | -------------- | -------------- | -------------- | -------------- | -------- | ------------ | -------- |
| 杨一怀 | 不適用         | 不適用         | 1971年5月24日 | 1971年5月26日  | 不適用         | 不適用         | 1971年8月30日  |          | 临时代办     | 筹备开馆 |
| 赵行志 | 不適用         | 不適用         | 1971年8月30日 | 1971年9月7日   | 不適用         | 不適用         | 1974年5月16日  | 大使     | 特命全权大使 |          |
| 魏宝善 | 不適用         | 不適用         | 1974年9月     | 1974年9月28日  | 1981年3月6日   | 不適用         | 1981年1月      | 大使     | 特命全权大使 |          |
| 苗九锐 | 1981年3月6日   | 不適用         | 1981年7月     | 1981年7月4日   | 1984年7月7日   | 1984年12月14日 | 1984年11月     | 大使     | 特命全权大使 |          |
| 施乃良 | 1984年7月7日   | 1984年12月14日 | 1985年3月     | 1985年3月15日  | 1988年3月12日  | 1988年5月12日  | 1988年4月      | 大使     | 特命全权大使 |          |
| 申连瑞 | 1988年3月12日  | 1988年6月20日  | 1988年8月     | 1988年10月21日 | 1992年9月4日   | 1992年12月16日 | 1992年12月14日 | 大使     | 特命全权大使 |          |
| 张龙宝 | 1992年9月4日   | 1992年12月16日 | 1992年12月    | 1993年1月5日   | 1995年5月10日  | 1995年9月15日  | 1995年7月      | 大使     | 特命全权大使 |          |
| 祝有容 | 1995年5月10日  | 1995年9月15日  | 1995年11月    | 1995年11月6日  | 1998年4月29日  | 1998年11月5日  | 1998年9月      | 大使     | 特命全权大使 |          |
| 高如铭 | 1998年4月29日  | 1998年11月5日  | 1998年9月     | 1998年12月28日 | 2000年7月8日   | 2000年12月4日  | 2000年10月     | 大使     | 特命全权大使 |          |
| 许孟水 | 2000年7月8日   | 2000年12月4日  | 2000年11月    | 2000年12月21日 | 2003年8月27日  | 2004年1月29日  | 2003年12月     | 大使     | 特命全权大使 |          |
| 王四法 | 2003年8月27日  | 2004年1月29日  | 2004年1月     | 2004年5月17日  | 2007年2月28日  | 2007年8月23日  | 2007年7月      | 大使     | 特命全权大使 |          |
| 黄长庆 | 2007年2月28日  | 2007年8月23日  | 2007年8月16日 | 2007年11月8日  | 2009年10月31日 | 2010年2月10日  | 2010年1月      | 大使     | 特命全权大使 |          |
| 薛金维 | 2009年10月31日 | 2010年2月10日  | 2010年2月4日  | 2011年3月12日  | 2012年2月29日  | 2012年8月30日  | 2012年8月      | 大使     | 特命全权大使 |          |
| 沃瑞棣 | 2012年2月29日  | 2012年8月30日  | 2012年9月1日  | 2012年12月7日  | 2014年8月31日  | 2015年1月13日  | 2014年12月     | 大使     | 特命全权大使 |          |
| 魏文华 | 2014年8月31日  | 2015年1月13日  | 2015年1月6日  | 2015年1月6日   | 2018年2月24日  | 2018年7月9日   | 2018年4月27日  | 大使     | 特命全权大使 |          |
| 王英武 | 2018年2月24日  | 2018年7月9日   | 2018年6月5日  | 2018年7月6日   |                | 2025年8月15日  | 2025年6月      | 大使     | 特命全权大使 |          |
| 徐永   |                | 2025年8月15日  | 2025年8月1日  |                | 现任           |                |                | 大使     | 特命全权大使 |          |